# Uku Masing
Uku Masing (Lipa, 11 augustus 1909 - Tartu, 25 april 1985), geboren als Hugo Albert Masing, was een Estische filosoof. Hij was een belangrijke figuur in de Estische religieuze filosofie. Ook schreef hij poëzie, eveneens met religieus thema's. Als folklorist was hij een vooraanstaand onderzoeker van sprookjes.
Zijn enige roman Rapanui vabastamine ehk Kajakad jumalate kalmistul, die hij in de jaren '30 schreef, werd postuum in 1989 gepubliceerd.

## Biografie
Masing werd geboren in het dorp Lipa, in de gemeente Raikküla (thans Rapla). Als begaafde polyglot sprak hij vier talen tegen het einde van de middelbare school en veertig tegen het einde van zijn leven. In 1926 ging Masing theologie studeren aan de Universiteit van Tartu. Daarbij studeerde hij ook Semitische talen, Assyriologie en psychologie. Tijdens zijn studie en erna publiceerde hij talloze gedichten, vertalingen en essays. Masing was lid van de invloedrijke groep Estse dichters die in 1938 bijeengebracht werd door literatuurwetenschapper Ants Oras.
Op zijn hoogtepunt sprak Masing min of meer 65 talen en kon hij uit 20 talen vertalen, waaronder het Arabisch, Grieks, Hebreeuws, Japans, Jiddisch, Perzisch en Syrisch.
Masing was uitgesproken anti-Duits.

## Tweede Wereldoorlog
Masing doceerde aan de Universiteit van Tartu, op het gebied van theologie en Semitische talen. Na de Duitse inval in Estland in de Tweede Wereldoorlog gaf hij zijn docentschap op en wijdde hij zijn leven aan het beschermen en redden van Joodse culturele en religieuze voorwerpen.
Samen met zijn vrouw hielp Masing de Joodse folklorist en theoloog Isidor Levin met onderduiken. Het echtpaar voorzag hem van onderdak, voedsel, kleding en vervalste documenten. Zowel Masing als zijn vrouw werden hiervoor geëerd met de Rechtvaardige onder de Volkeren door Yad Vashem en het Israëlische Hooggerechtshof. Na de oorlog nam Masing deel aan het onderzoek naar oorlogsmidaden van de nazi's, met name het concentratiekamp Klooga nabij Klooga.